# Jeu des baguettes

Les scores du jeu des baguettes sont enregistrés sur les doigts des deux mains

Le jeu des baguettes est un jeu de main pour deux joueurs ou plus. Chaque fois qu'une main est touchée, elle augmente le nombre de ses doigts relevés du nombre de doigts relevés de la main qui l'a touchée. Le but est de faire disparaître la main de l'adversaire en faisant monter le nombre de doigts relevés à cinq, .

## Règles de base
Une main est retirée lorsque tous ses doigts sont relevés.
1. Les joueurs sont face à face, avec leurs index de chaque main dépliés. On joue chacun son tour, dans le sens des aiguilles d'une montre.
2. Chaque joueur doit soit attaquer soit répartir la distribution de ses doigts dépliés, mais pas les deux.
3. Pour attaquer, un joueur utilise l'une de ses mains active pour toucher la main active d'un adversaire. Le nombre de doigts sur la main frappée de l'adversaire augmente alors du nombre de doigts sur la main utilisée pour frapper (typiquement, au premier coup, la main qui touche reste à un doigt, la main touchée passe à deux doigts dépliés)
4. Pour rerépartir ses doigts, un joueur frappe des mains une fois et transfère les doigts levés d'une main à l'autre comme il le souhaite.
5. Si la main d'un joueur atteint exactement cinq doigts, il ferme le poing et la main est retirée.
6. Si la main d'un joueur atteint plus de cinq doigts, alors cinq doigts sont soustraits de cette main. Par exemple, si une main à 4 doigts touche une main à 2 doigts, pour un total de 6 doigts, alors 5 doigts sont automatiquement soustraits, laissant 1 doigt relevé.
7. Un joueur peut remettre sa propre main en jeu en utilisant une nouvelle répartition. Les joueurs adverses ne peuvent pas relancer les mains de leurs adversaires. Un joueur avec deux mains retirées a perdu et est éliminé de la partie.
8. Un joueur gagne une fois que tous ses adversaires sont éliminés.

## Variantes
- Soleil : les deux joueurs commencent avec un 4 dans chacune de leurs mains ([4444]) ;
- Troc : au lieu de répartir les doigts les joueurs peuvent intervertir exactement leurs mains et ainsi perdre un tour ;
- Demi : la division n'est autorisée que pour un nombre pair en deux moitiés égales[3] ;
- Misère : le premier joueur à avoir perdu ses deux mains gagne ;
- Suicide : les joueurs sont autorisés à tuer une de leurs propres mains avec une scission. Par exemple, dans la position [1201], un joueur pourrait exécuter 12-03, amenant ainsi le jeu à [0103]. L'adversaire est obligé de jouer à BD, amenant le jeu à [0401], auquel cas une victoire rapide pour le premier joueur est possible ;
- Méta : Si les mains d'un joueur totalisent plus de cinq, ils peuvent les combiner, soustraire cinq du total, puis diviser le reste. Par exemple, assembler ses deux mains [44] conduit à 8. Avec cette règle Méta, 4 et 4 peuvent être combinés dans une main en 8, qui devient 3 après avoir soustrait cinq. Puis dans le même coup le [03] est redivisé en [12]. Par conséquent, il est possible de passer de [44] à [12] en un seul coup. Méta débloque 2 nouveaux coups possibles (34-11, 44-12). Si vous jouez à la fois Meta et Suicide, quatre coups supplémentaires sont débloqués (24-01, 33-01, 34-02, 44-03), pour un maximum de 20 coups possibles au total ;
- Moignon : Si un joueur est à [01], il est légal de se diviser en [0,5 0,5] en pliant les doigts ;
- Négatif : Il est permis d'échanger l'une de ses propres mains en la retournant, paume vers le haut, ce qui change le signe +/- de la main. Cela permet d'avoir mains de valeur nulle (0 doigts) mais aussi négative. Une main perd à 5 ou -5 ;
- Dizaine : on compte de 0 à 5 la paume vers le bas, et de 6 à 10, paume vers le haut. Une main perd à 10 ;
- Zombies : à trois joueurs ou plus, si un joueur est éliminé, il est définitivement réduit à un doigt sur une main. À son tour, il peut attaquer, mais ne peut être attaqués.

## Analyse

### Abréviation
Le jeu des baguettes peut être facilement abrégé en un code à quatre chiffres [ABCD]. A et B sont les mains (par ordre croissant des doigts) du joueur qui s'apprête à jouer son tour. C et D sont les mains (par ordre croissant des doigts) de l'autre. Il est important de noter les mains de chaque joueur dans l'ordre croissant, afin qu'une seule position distincte ne soit pas accidentellement représentée par deux codes. Par exemple, le code [1032] n'est pas autorisé et doit être noté [0123].
La position de départ est [1111]. La seconde position est toujours [1211]. La troisième position est soit [1212] soit [1312]. En traitant chaque position comme un nombre à 4 chiffres, la plus petite position est 0000 et la plus grande position est 4444.
Cette formule d'abréviation s'étend facilement aux jeux avec plus de joueurs. Une partie à trois joueurs peut être représentée par six chiffres (par exemple [111211]), où chaque paire de chiffres adjacents représente un seul joueur, et chaque paire est ordonnée en fonction du moment où les joueurs prendront leur tour. La paire la plus à gauche représente les mains du joueur sur le point de jouer son tour; la paire du milieu représente le joueur qui ira ensuite, et ainsi de suite. La paire la plus à droite représente le joueur qui doit attendre le plus longtemps avant son tour (parce qu'il vient de jouer).

### Mouvements
Selon les règles classiques, il y a un maximum de 14 coups possibles:
- Quatre attaques (AC, AD, BC, BD)
- Quatre divisions (02-11, 03-12, 04-13, 04-22)
- Six transferts (13-22, 22-13, 14-23, 23-14, 24-33, 33-24)

Cependant, maximum 5 coups sont disponibles sur un tour donné. Par exemple, la position 1312 peut devenir seulement 2213, 1313, 2413, 0113 ou 1222.

### Durée du jeu
Le jeu le plus court possible est de 5 coups. Il n'existe qu'un cas :
1. 1111 1211 1312 0113 1401 0014

Le jeu le plus long possible est de 9 coups. Il existe deux cas :
1. 1111 1211 1212 2212 2322 0223 0202 0402 0104 0001
2. 1111 1211 1212 2312 2323 0323 0303 0103 0401 0004

### Positions
- 625 positions sont possibles si on inclut les redondances ;
- 225 positions sont fonctionnellement distinctes ;
- 204 positions sont accessibles.

Il y a 21 positions inaccessibles : 0000, 0100, 0200, 0300, 0400, 1100, 1101, 1200, 1300, 1400, 2200, 2202, 2300, 2400, 3300, 3303, 3400, 3444, 4400, 4404 et 4444.
1. Dans 15 d'entre elles un joueur vient de jouer et a perdu (d'où le "00" sur le côté droit). Puisque le joueur ne peut pas perdre à son tour, ces positions sont évidemment inaccessibles.
2. 4 de ces paires sont un cas où la personne qui doit jouer affiche [kk], et l'autre joueur affiche [0k], où {\displaystyle 0<k<5} . Celui qui vient de jouer [0k] ne s'est pas divisé, donc a forcément attaqué en utilisant son [0k]. Cela nécessiterait de relancer une main qu'un adversaire a perdu, ce qui est interdit par le jeu.
3. 4444 est impossible car un joueur ne peut pas atteindre [44] à partir d'une division, et doit donc déjà avoir [44]. La seule paire possible qui va à [44] après avoir été attaquée par [44] est [04], ce qui exige de nouveau qu'une main retirée du jeu soit attaquée. 3444 n'est accessible, qu'à partir de 4444, qui n'est pas accessible.

Il y a 14 fin de partie possibles : 0001, 0002, 0003, 0004, 0011, 0012, 0013, 0014, 0022, 0023, 0024, 0033, 0034, 0044.